# 桑哥不剌
桑哥不剌（1274年—1334年），元朝驸马。弘吉剌氏。納陳之孙，帖木兒之子，琱阿不剌之弟，阿里嘉室利之叔。
桑哥不剌自幼奉元世祖命养于斡可真公主之处，为不只儿驸马。后继承统领本部四百户。元成宗时，奉旨尚普纳公主；至顺年间，封郓安大长公主，赐桑哥不剌金印，封郓安王，职千户。元统元年（1333年），襲封授万户。元统二年（1334年）三月，加封郓安公主号皇姑大长公主；加封桑哥不剌鲁王。病故，年六十一岁。